# Букър Ти и Ем Джис
„Букър Ти и Ем Джис“ (на английски: Booker T. & the M.G.'s) е американска инструментална ритъм енд блус група, оказала голямо влияние за формирането на южния соул и мемфиския соул.
Създадена е през 1962 година в Мемфис, Тенеси. В средата на 1960-те години вече има международна известност. През 2007 година групата получава престижната награда „Грами“ за цялостен принос.